# Biserica din Pohoarna
Biserica din Pohoarna este o biserică amplasată în Pohoarna, raionul Șoldănești, Republica Moldova. Este un monument arhitectural de importanță națională inclus în Registrul monumentelor Republicii Moldova ocrotite de stat cu nr. 2935 (raionul Șoldănești). Datează din 1828.